# Ozoda Sobirjonova
Ozoda Sobirjonova (7 de diciembre de 2002) es una deportista uzbeka que compite en taekwondo. Ganó una medalla de bronce en los Juegos Asiáticos de 2022, en la prueba de equipo mixto.

## Palmarés internacional
| Juegos Asiáticos | Juegos Asiáticos | Juegos Asiáticos  | Juegos Asiáticos |
| Año              | Lugar            | Medalla           | Categoría        |
| ---------------- | ---------------- | ----------------- | ---------------- |
| 2022             | Hangzhou (China) | Medalla de bronce | Equipo mixto     |